# Moustier-en-Fagne

Moustier-en-Fagne este o comună în departamentul Nord, Franța. În 1 ianuarie 2022 avea o populație de 61 de locuitori.